# Batman Begins (banda sonora)
Batman Begins: Original Motion Picture Soundtrack es el álbum de la banda sonora de la película de Christopher Nolan de 2005 Batman Begins. Fue lanzada el 15 de junio de 2005. Fue compuesta por Hans Zimmer y James Newton Howard, con contribuciones de Ramin Djawadi, Lorne Balfe y Mel Weeson.

## Composición
El director Christopher Nolan originalmente invitó a Zimmer para componer la música de la película, quien le preguntó al director si podía invitar a Howard para componer también, ya que ellos siempre habían planeado una composición colaborativa. Ambos compositores colaboraron en temas separados para la "doble personalidad" de Bruce Wayne y su alter ego, Batman. Zimmer y Howard comenzaron a componer en Los Ángeles y se fueron a Londres, donde se quedaron por doce semanas para completar la mayoría de su composición. El dúo buscó inspiración para dar forma a la banda sonora visitando los sets de Batman Begins.
Zimmer quería evitar componer música que hubiera hecho en películas de Batman anteriores, así que la música se convirtió en una amalgamación de orquesta y música electrónica. La orquesta de noventa piezas de la película se desarrolló con miembros de varias orquestas de Londres, y Zimmer optó por usar más del número normal de violonchelos. Este último reclutó a un soprano para ayudar a reflejar la música en la escena de la película donde los padres de Bruce Wayne son asesinados. "Él está cantando una canción bastante bonita y luego queda atascado, está como congelado, su desarrollo se detiene," dijo Zimmer. Él también intentó agregar una dimensión humana a Batman, cuyo comportamiento sería típicamente visto como "psicótico", a través de la música. Ambos compositores colaboraron para crear 2 horas y 20 minutos de música para la película. Zimmer compuso las secuencias de acción, mientras Howard se centró en las escenas dramáticas.

## Recepción crítica
La banda sonora recibió reseñas positivas. Matt Scheller, en Soundtrack.net, dijo que "la música complementa las imágenes perfectamente." Él llamó a la pista de acción principal, Molossus, la mejor de la banda sonora: "Una vez que esta pista inicia, nunca termina." Scheller admite que el álbum tiene mucho del estilo de Hans Zimmer en comparación al de James Newton Howard —"Yo diría 70% Zimmer, 30% Howard"—, y que "los que odian a Hans Zimmer/Media Ventures probablemente deberían evitar este álbum. Su música en el final es de cuatro estrellas de cinco."
Movie Music UK fue igual de positiva. Jonathan Broxton afirmó que "personalmente encontré que hubo bastante música en Batman Begins que es sumamente agradable", elogiando en especial "la elegía en cadena excepcionalmente bella de Howard [...] durante los primeros momentos de Eptesicus", un tema que se repite en "los dolorosamente emocionantes Macrotus y Coryhorinus". Él admitió que la falta de temas fuertes de superhéroes y completa ausencia de similitudes con las músicas de Batman de Danny Elfman, ahora consideradas clásicos, hicieron a la banda sonora "incansablemente deprimente". Él también califica al álbum con cuatro estrellas de cinco.
Christian Clemmensen, único crítico de Filmtracks, estuvo menos dispuesto a elogiar la banda sonora, diciendo que la decisión de Zimmer y Howard de no usar el material de Elfman fue una actitud que "apesta a pereza". Él también consideró que el tema usado para representar a Batman, una progresión ascendente de dos notas en tono menor, era inadecuado para representar al complejo personaje de Bruce Wayne y su alter ego. Clemmensen culpa a Zimmer de la mayoría de estas quejas, diciendo que "se podría discutir que Zimmer cambió a su horda de escritores fantasma menos conocidos por un escritor fantasma de primera categoría [Howard]." Su calificación final es de dos estrellas de cinco.

## Huevos de Pascua
- Los títulos de cada una de las canciones son nombres de distintas especies de murciélagos en latín.[5]
- Las letras iniciales de las pistas de la 4 a la 9 forman un acróstico: Barbastella, Artibeus, Tadarida, Macrotus, Antrozous y Nycterus forman la palabra "Batman".
- La última pista, Lasiurus, es un juego de palabras de los pozos de Lázaro usados por el villano principal de la película, Ra's al Ghul, en los cómics.

## Uso en otras obras
La banda sonora es normalmente usada para otras producciones relacionadas con superhéroes. "Vespertilio" y "Eptesicus" fueron usadas en el piloto screener de Héroes. "Myotis" ha aparecido en tráileres de King Kong, Los 4 Fantásticos y Far Cry. "Molossus" fue usada como muestra para el piloto Aquaman, y también fue usada en el tráiler de V for Vendetta y The Dark Knight. El comienzo de "Vespertilio" y parte de "Myotis" también fueron usados para el tráiler de V for Vendetta antes mencionado.

## Lista de canciones
| N.º   | Título         | Duración |  |
| 1.    | «Vespertilio»  | 2:52     |  |
| 2.    | «Eptesicus»    | 4:20     |  |
| 3.    | «Myotis»       | 5:46     |  |
| 4.    | «Barbastella»  | 4:45     |  |
| 5.    | «Artibeus»     | 4:20     |  |
| 6.    | «Tadarida»     | 5:06     |  |
| 7.    | «Macrotus»     | 7:36     |  |
| 8.    | «Antrozous»    | 3:59     |  |
| 9.    | «Nycteris»     | 4:26     |  |
| 10.   | «Molossus»     | 4:49     |  |
| 11.   | «Corynorhinus» | 5:04     |  |
| 12.   | «Lasiurus»     | 7:27     |  |
| 60:26 |                |          |  |

## Posiciones en las listas
| Lista (2005)             | Posición máxima |
| ------------------------ | --------------- |
| Billboard 200 de EE. UU. | 155             |
| Mejores bandas sonoras   | 8               |